# Алісвілл
Алісвілл (англ. Aliceville) — місто (англ. city) в США, в окрузі Пікенс штату Алабама. Населення — 2177 осіб (2020).

## Історія
Місто Алісвілл було засноване в 1902 році, коли була протягнута залізнична лінія в багаті сільськогосподарські угіддя на півдні округу Пікенс. Незабаром з'явилися кілька підприємств, банків і кілька магазинів.
У 1940-х роках, коли Друга світова війна забарала багато місцевих чоловіків на військову службу, військове відомство США вибрало Алісвілл місцем для табору військовополонених з метою використання їх для поповнення робочої сили. Між 1942 і 1945 роками, більш ніж 6100 німецьких військовополонених були інтерновані до табору Алісвілл.
Сьогодні економіка Алісвілла як і раніше залежить від сільського господарства і лісової промисловості.

## Географія
Алісвілл розташований за координатами 33°7′25″ пн. ш. 88°9′34″ зх. д. / 33.12361° пн. ш. 88.15944° зх. д. (33.123744, -88.159445).  За даними Бюро перепису населення США в 2010 році місто мало площу 11,81 км², уся площа — суходіл.

### Клімат
| Клімат : Алісвілл     | Клімат : Алісвілл | Клімат : Алісвілл | Клімат : Алісвілл | Клімат : Алісвілл | Клімат : Алісвілл | Клімат : Алісвілл | Клімат : Алісвілл | Клімат : Алісвілл | Клімат : Алісвілл | Клімат : Алісвілл | Клімат : Алісвілл | Клімат : Алісвілл | Клімат : Алісвілл |
| Показник              | Січ.              | Лют.              | Бер.              | Квіт.             | Трав.             | Черв.             | Лип.              | Серп.             | Вер.              | Жовт.             | Лист.             | Груд.             | Рік               |
| Середній максимум, °C | 11,7              | 14,4              | 18,9              | 23,9              | 28,3              | 31,7              | 33,3              | 32,8              | 30,6              | 25,0              | 18,9              | 13,3              | 23,3              |
| Середній мінімум, °C  | −0,6              | 0,6               | 5,0               | 9,4               | 14,4              | 18,9              | 21,1              | 20,6              | 17,2              | 9,4               | 4,4               | 0,6               | 10,0              |
| Норма опадів, мм      | 140               | 135               | 150               | 132               | 97                | 97                | 119               | 84                | 86                | 81                | 112               | 122               | 1351              |
| --------------------- | ----------------- | ----------------- | ----------------- | ----------------- | ----------------- | ----------------- | ----------------- | ----------------- | ----------------- | ----------------- | ----------------- | ----------------- | ----------------- |
| Джерело: Weatherbase  |                   |                   |                   |                   |                   |                   |                   |                   |                   |                   |                   |                   |                   |

## Демографія
Згідно з переписом 2010 року, у місті мешкало 2486 осіб у 1012 домогосподарствах у складі 630 родин. Густота населення становила 210 осіб/км².  Було 1164 помешкання (99/км²).
Расовий склад населення:
| - 74,9 % — чорних або афроамериканців - 22,6 % — білих - 0,1 % — корінних американців |

До двох чи більше рас належало 1,6 %. Частка іспаномовних становила 1,2 % від усіх жителів.
За віковим діапазоном населення розподілялося таким чином: 26,8 % — особи молодші 18 років, 55,3 % — особи у віці 18—64 років, 17,9 % — особи у віці 65 років та старші. Медіана віку мешканця становила 38,7 року. На 100 осіб жіночої статі у місті припадало 80,1 чоловіків;  на 100 жінок у віці від 18 років та старших — 71,2 чоловіків також старших 18 років.
Середній дохід на одне домашнє господарство  становив 28 630 доларів США (медіана — 21 131), а середній дохід на одну сім'ю — 35 011 долар (медіана — 26 078). Медіана доходів становила 18 947 доларів для чоловіків та 19 412 долари для жінок. За межею бідності перебувало 41,3 % осіб, у тому числі 55,6 % дітей у віці до 18 років та 27,3 % осіб у віці 65 років та старших.
Цивільне працевлаштоване населення становило 1063 особи. Основні галузі зайнятості: освіта, охорона здоров'я та соціальна допомога — 23,2 %, виробництво — 21,0 %, роздрібна торгівля — 10,3 %, мистецтво, розваги та відпочинок — 9,3 %.